# برزخ قورش

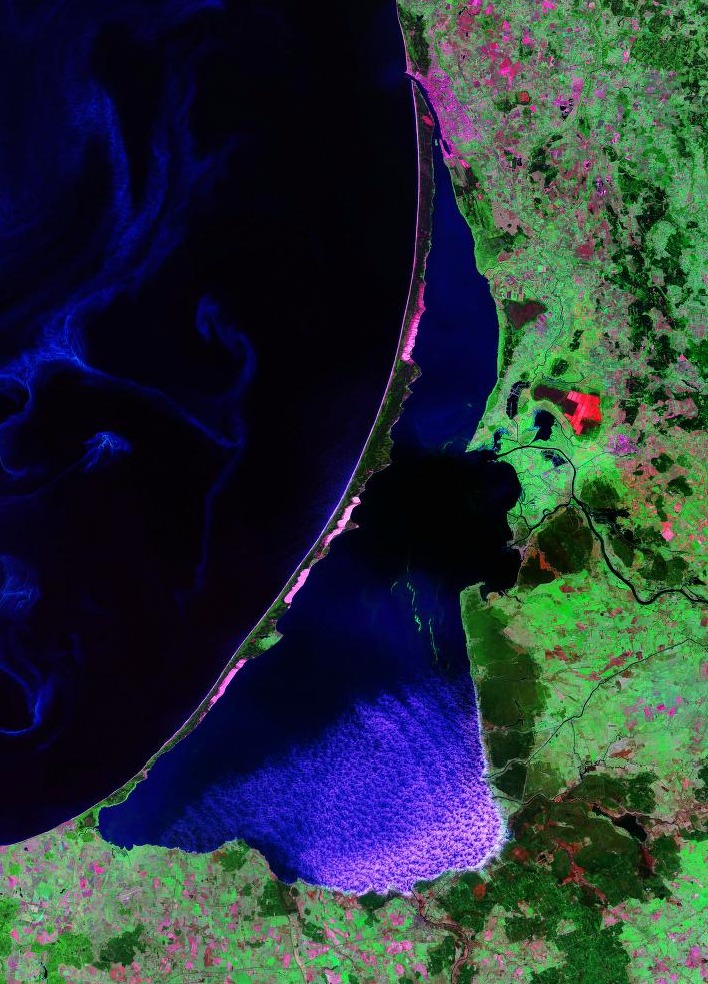
صورة فضائية لبرزخ قورش وبحيرة قورش

برزخ قُورُش (بالإنجليزية: Curonian Spit، باللتوانية: Kuršių nerija، باللاتفية: Kuršu kāpas، بالروسية: Куршская коса) هو برزخ يقع بين ليتوانيا وروسيا، يحجز بحيرة قورش عن بحر البلطيق.

## معرض صور

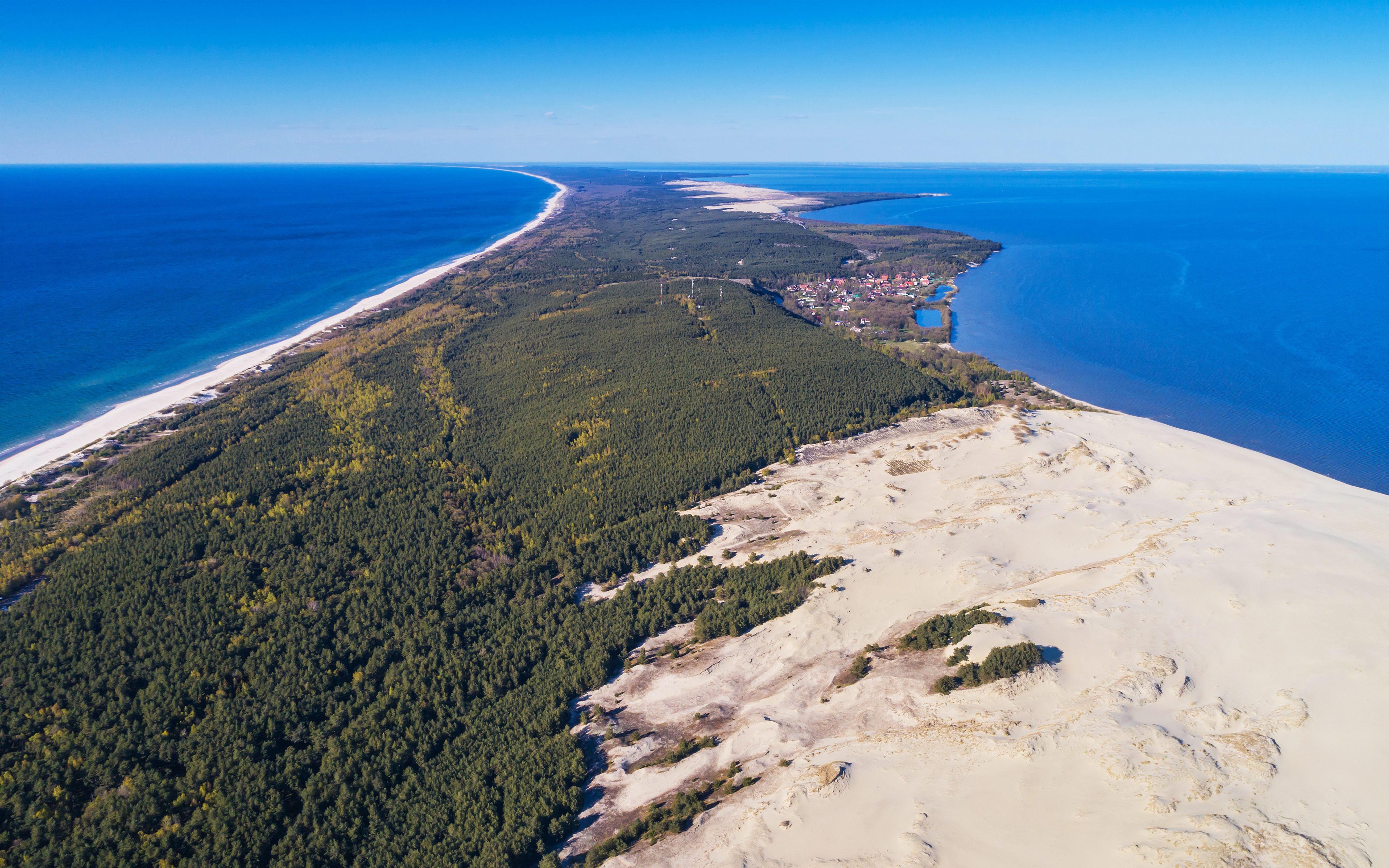
منظر جوي
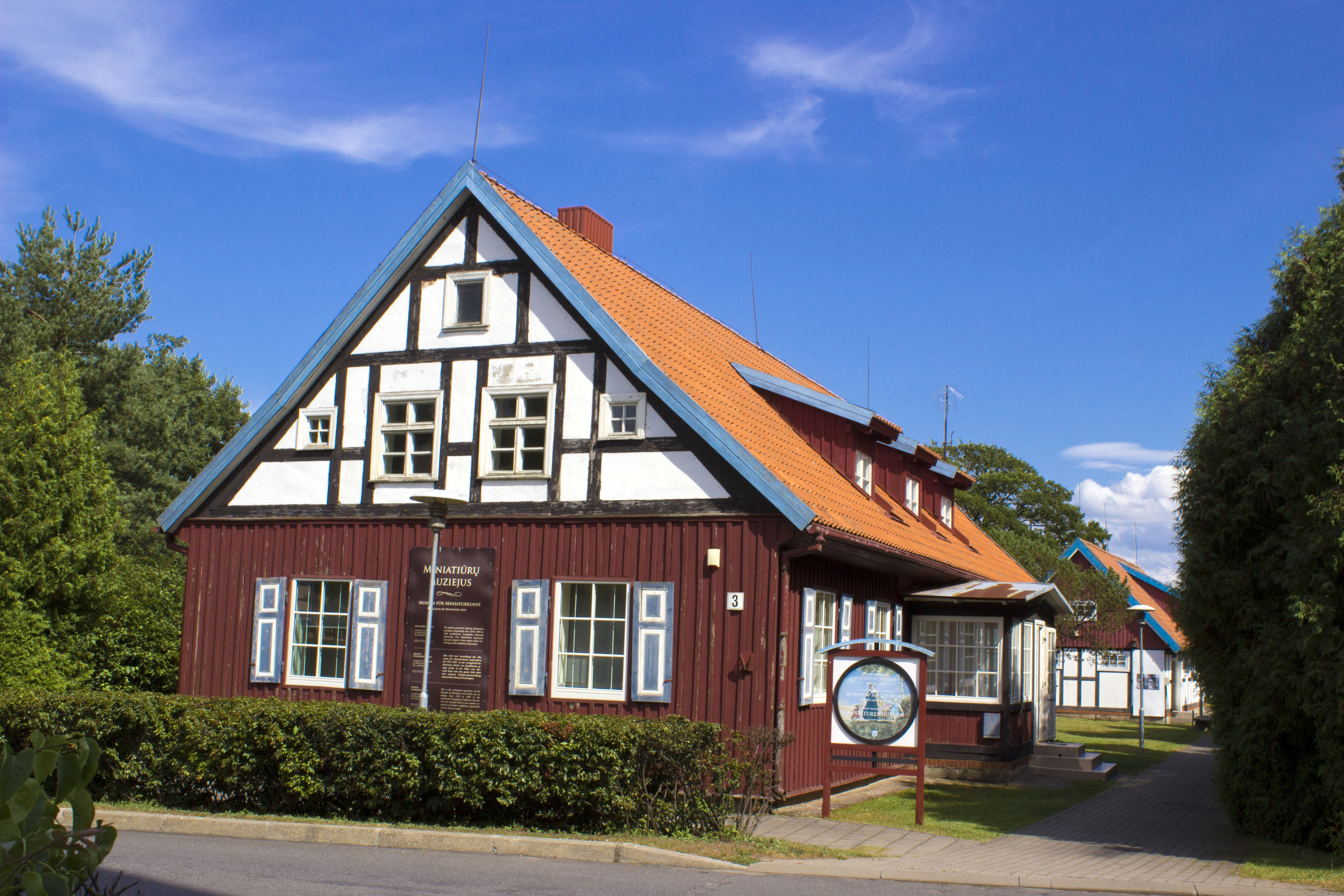
منزل صيفي
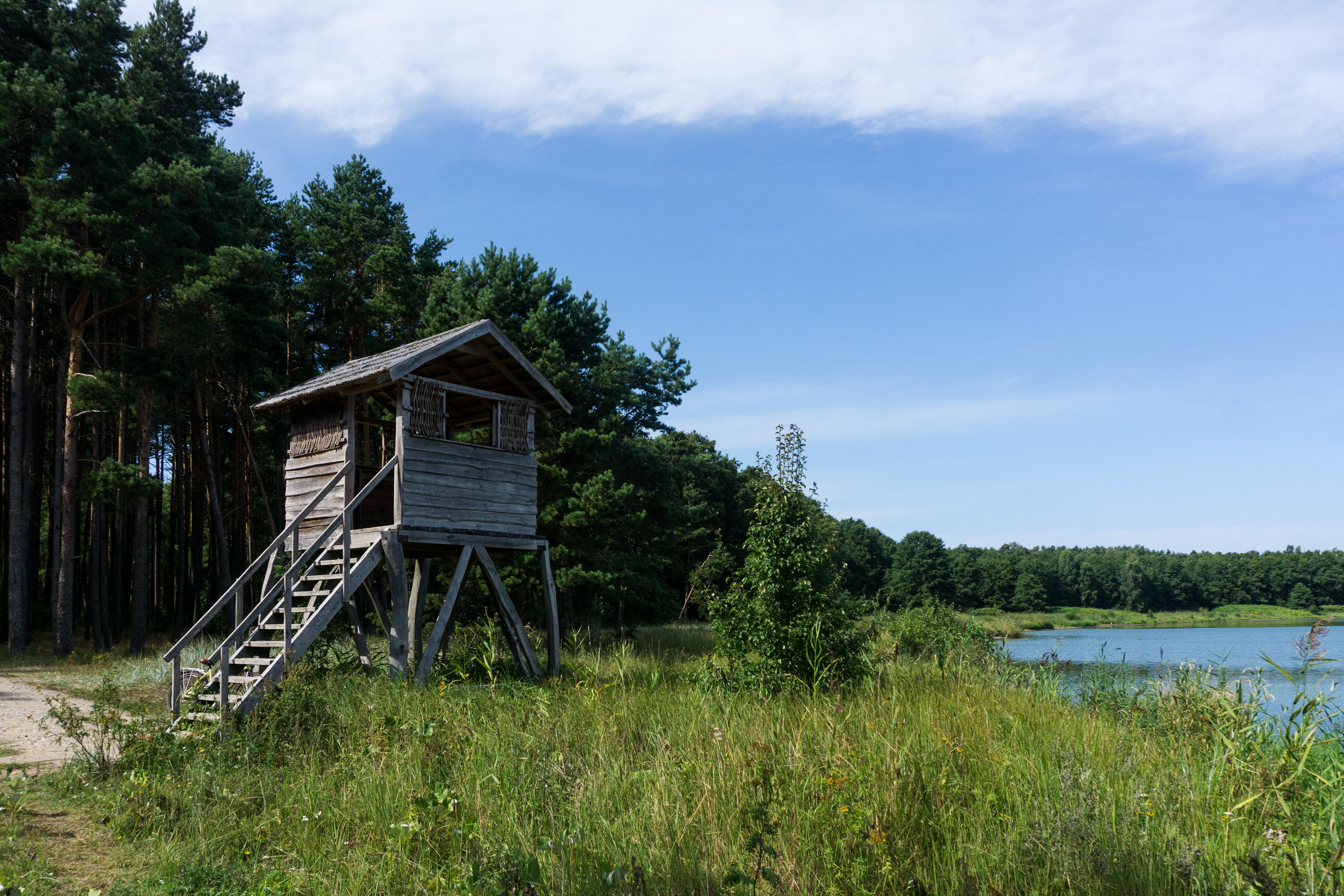
نقطة مراقبة الطيور في الحديقة الوطنية ،
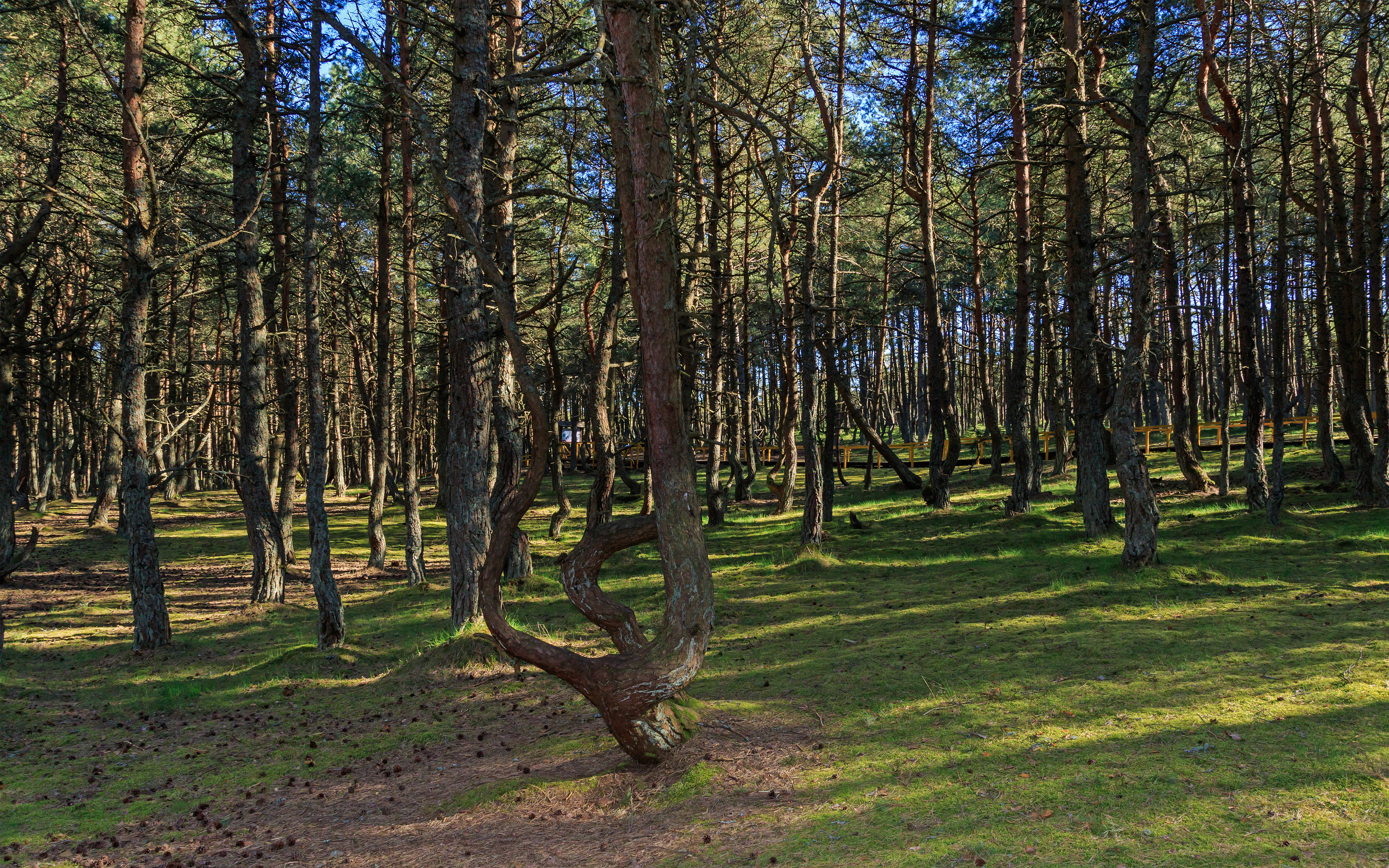
الغابة الراقصة
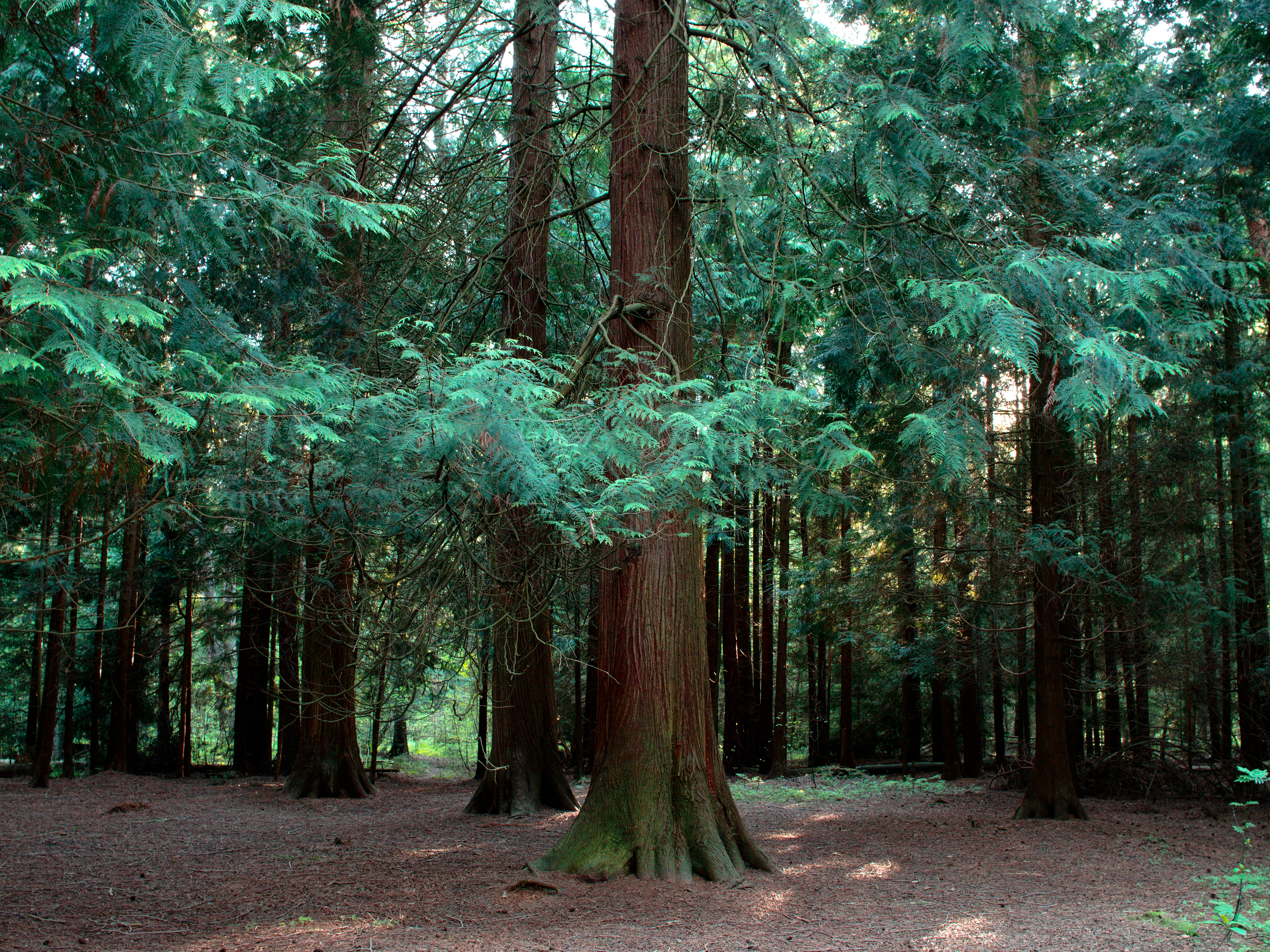
الحديقة الوطنية